# Ierland op het Eurovisiesongfestival 2010
Ierland deed mee aan het Eurovisiesongfestival 2010 in de Noorse hoofdstad Oslo. Het was de 44ste deelname van het land aan het Eurovisiesongfestival. De selectie verliep via het jaarlijkse Eurosong. De Ierse publieke omroep RTE was verantwoordelijk voor de Ierse bijdrage aan de editie van 2010.

## Nationale finale – Eurosong 2010
Op 10 december maakte RTÉ bekend op zoek te zijn naar kandidaten en deelnemers voor Eurosong 2010. RTÉ maakte bekend dat dezelfde jury als in 2009 het Ierse lied zal selecteren. De volgende personen zetelde in de jury: Songfestivalwinnares Linda Martin, choreograaf; Julian Benson, choreograaf; Mark Crossingham, Songfestival-expert; Larry Gogan en Diarmuid Furlong.
RTÉ maakte bekend dat er veranderingen in het format zouden komen om de Ierse kandidaat te selecteren.

### Deelnemers

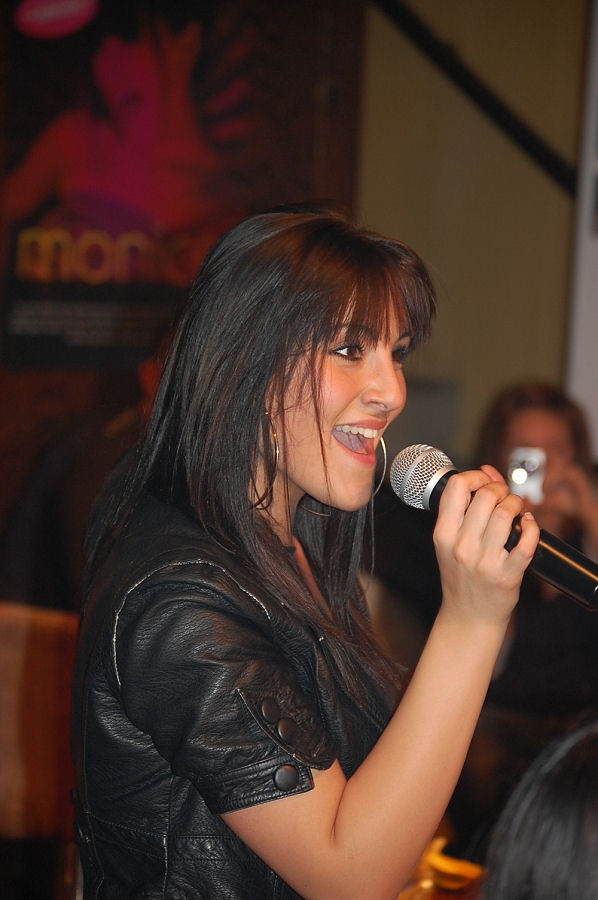
Monika Ivkic

Op 10 februari maakte de RTÉ de vijf deelnemers bekend. Er deden dit jaar grote namen mee aan Eurosong, te weten: Mikey Graham zanger van de groep Boyzone en Niamh Kavanagh, winnaar voor Ierland tijdens het Eurovisiesongfestival 1993. Een andere deelneemster was Monika Ivkic, zij deed mee in de Duitse versie van American Idol Deutschland sucht den Superstar Leanne Moore, winnaar van het laatste seizoen You're a Star; en als laatste Lee Bradshaw, hij werd vierde tijdens Eurosong 2009.

### Resultaat
Eurosong 2010 werd gehouden op 5 maart tijdens een speciale aflevering van The Late Late Show het programma werd gepresenteerd door Ryan Tubridy. De show was ook wereldwijd te zien op ESCTV. Zes jury's en televoting kozen de winnaar. De jury's hadden elk 12, 10, 8, 6 en 4 te verdelen de televoters hadden 72, 60, 48, 32 en 24 punten te verdelen.
Na het eind van de stemming was "It's for You" de winnaar van de show met totaal 144 punten
| Startplaats | Artiest        | Song                          | Schrijver (l) / Componist (m)                                                  | Jury | Televote | Totaal | Plaats |
| ----------- | -------------- | ----------------------------- | ------------------------------------------------------------------------------ | ---- | -------- | ------ | ------ |
| 1           | Leanne Moore   | "Does Heaven Need Much More?" | John Waters (m & l), Tommy Moran (m & l)                                       | 42   | 36       | 78     | 4      |
| 2           | Lee Bradshaw   | "River of Silence"            | Ralph Siegel (m), John O'Flynn (l), José Juan Santana Rodríguez (l)            | 26   | 24       | 50     | 5      |
| 3           | Mikey Graham   | "Baby, Nothing's Wrong"       | Michael Graham (m & l), Scott Newman (m & l), Yann O'Brien (m & l)             | 50   | 60       | 110    | 2      |
| 4           | Monika Ivkic   | "Fashion Queen"               | Marc Paelinck (m & l), Mathias Strasser (m & l)                                | 50   | 48       | 98     | 3      |
| 5           | Niamh Kavanagh | "It's for You"                | Niall Mooney (m), Mårten Eriksson (m), Jonas Gladnikoff (m), Lina Eriksson (l) | 72   | 72       | 144    | 1      |

#### Stemming
| Lied                          | Jury's | Jury's  | Jury's   | Jury's | Jury's | Jury's | Jury's | Televote | Totaal | Plaats |
| Lied                          | Cork   | Dundalk | Limerick | Sligo  | Dublin | Galway | Total  | Televote | Totaal | Plaats |
| ----------------------------- | ------ | ------- | -------- | ------ | ------ | ------ | ------ | -------- | ------ | ------ |
| "Does Heaven Need Much More?" | 6      | 6       | 6        | 10     | 6      | 8      | 42     | 36       | 78     | 4      |
| "River of Silence"            | 4      | 4       | 4        | 6      | 4      | 4      | 26     | 24       | 50     | 5      |
| "Baby, Nothing's Wrong"       | 8      | 10      | 8        | 8      | 10     | 6      | 50     | 60       | 110    | 2      |
| "Fashion Queen"               | 10     | 8       | 10       | 4      | 8      | 10     | 50     | 48       | 98     | 3      |
| "It's for You"                | 12     | 12      | 12       | 12     | 12     | 12     | 72     | 72       | 144    | 1      |

## In Oslo
Ierland kwam uit op in de tweede halve finale op 27 mei. Ierland trad op als twaalfde. Het land werd 9de, genoeg om door te stromen naar de finale daar eindigde Kavangh met haar "It's for You" 23ste met 25 punten.